# Anopsicus limpidus
Anopsicus limpidus is een spinnensoort uit de familie trilspinnen (Pholcidae). De soort komt voor in Jamaica.